# Aphanius richardsoni
Aphanius richardsoni là một loài cá thuộc họ Cyprinodontidae. Nó được tìm thấy ở Israel và Jordan. Các môi trường sống tự nhiên của chúng là sông và đầm lầy nước ngọt. Nó bị đe dọa do mất môi trường sống.